# 厳植之
厳植之（げん しょくし、457年 - 508年）は、南朝斉から梁にかけての官僚・学者。字は孝源。本貫は建平郡秭帰県。

## 経歴
宋の通直散騎常侍の厳欽の孫として生まれた。若くして『荘子』や『老子』を学び、老荘談義を得意とし、『喪服』・『孝経』・『論語』にも詳しかった。成長すると、『礼記鄭玄注』・『周易』・『毛詩』・『春秋左氏伝』を全て習得した。性格はつつしみ深く温厚で、人の上に立とうとするところがなかった。父を失って以降、23年にわたって菜食を続けたが、後に病に罹って取りやめた。
斉の永明年間、廬陵王蕭子卿の下で廬陵王侍郎を初任とした。後に広漢王蕭子峻の下に転じて、広漢王右常侍をつとめた。建武5年（498年）、衡陽王蕭子峻が処刑されると、衡陽国の人々は禍がふりかかるのを恐れて、弔問しようともしなかった。植之はひとり赴いて哭泣し、葬儀の手筈を整え、裸足で柩を墓所に送り、墓を築き、葬儀を終えると帰った。建武年間、員外郎・散騎常侍に転じた。ほどなく康楽侯の相となり、清廉な統治で知られた。
梁の天監2年（503年）、後軍騎兵参軍事となった。武帝が五礼を習得した儒者を求めると、吏部が凶礼を習得した植之を推挙した。天監4年（505年）、五経博士が置かれ、学者たちが館を開いて教授することとなった。植之は五経博士の官を兼ね、館を潮溝に開き、生徒はつねに100を数えた。植之が講義すると、五館の学生たちは必ずやってきて、聴講する者は1000人あまりに及んだ。天監6年（507年）、五経博士を兼ねたまま、中撫軍記室参軍に転じた。
天監7年（508年）、館で死去した。享年は52。編著に『凶礼儀注』479巻があった。

## 伝記資料
- 『梁書』巻48 列伝第42
- 『南史』巻71 列伝第61